# 伊比拉雷马
伊比拉雷马是巴西圣保罗州的一个市镇。总面积228.453平方公里，总人口6617人，人口密度29人/平方公里。